# Rocket jump
Nos jogos eletrônicos de tiro, rocket jumping é uma técnica de mirar um lança-mísseis, ou outra arma explosiva parecida, no chão ou na parede e então atirar e pular ao mesmo tempo. A explosão irá impulsionar o jogador à grandes alturas ou distâncias, alcançando locais que normalmente não se tem acesso. Uma desvantagem dessa técnica é que a explosão geralmente causa dano ao jogador; isso pode ser somado a outros danos caso o jogador sofra quedas de grandes distâncias do chão. Esse efeito torna a técnica menos útil em jogos onde o dano da explosão, da queda, ou ambos, é muito alto. Em muitos jogos, um rocket jump bem executado resulta em mínimo dano, e grande impulso. Além disso, em jogos onde dano aos membros do mesmo time está habilitado, um membro do time pode usar seu lança-mísseis para impulsionar outra pessoa. A técnica é usada especialmente em jogos competitivos e Speedrunning. No Quake III alguns dos bots usam rocket jumps.
Rocket jumping já apareceu em diversos jogos em uma grande variedade de formas. Uma forma horizontal do rocket jump aparece no Doom (1993), onde é usado para alcançar uma saída secreta em uma das fases (é possível alcançar a saída sem usar o rocket jump, porém usar a técnica foi a maneira que os criadores pretendiam que os jogadores usassem).
O primeiro jogo a apresentar rocket jump vertical foi o Marathon da Bungie Software e Rise of the Triad (coincidentemente, os dois jogos foram lançados no mesmo dia, apesar de que a versão completa do Rise of the Triad veio depois). Rocket jumping se tornou muito popular no Quake original (1996), sendo usado como uma técnica avançada para jogos deathmatch assim como na série Quake done Quick. No modo multiplayer de Half-Life (1998), a arma tau cannon pode ser usada para lançar o jogador no ar.
No jogo multiplayer Team Fortress 2 (2007), a classe Soldier tem uma habilidade poderosa de rocket jump. Isso é totalmente integrado como uma característica da classe, até aparecendo em um dos trailers oficiais, e atualizações oficiais deram uma animação única para o rocket jumping do Soldier. A classe Demoman também pode realizar o rocket jump usando suas bombas de detonação remota. Se tornou muito popular na antiga encarnação Team Fortress Classic. Rocket jumping também aparece no Unreal (1998) e Unreal Tournament, onde o jogador pode atirar sob seus pés e ganhar altitude.
Apesar de não impulsionar o próprio jogador, o tanque Rhino em Grand Theft Auto III pode rotacionar sua torre em 180° para trás e ganhar aceleração enquanto atira.
Se tornando muito mais do que um truque para enganar os inimigos, muitos jogos possuem mapas de fãs designados inteiramente em amostra e desafios às habilidades do jogador no rocket jump.